# 阿尔扎赫尔环形山
阿尔扎赫尔环形山(Arzachel)是月球正面中南部高原上一座相对年轻的撞击坑，接近零子午线(月球正面中心)。该环形山形成于早雨海世，1935年被国际天文学联合会正式确定了它现用的名字。

## 描述

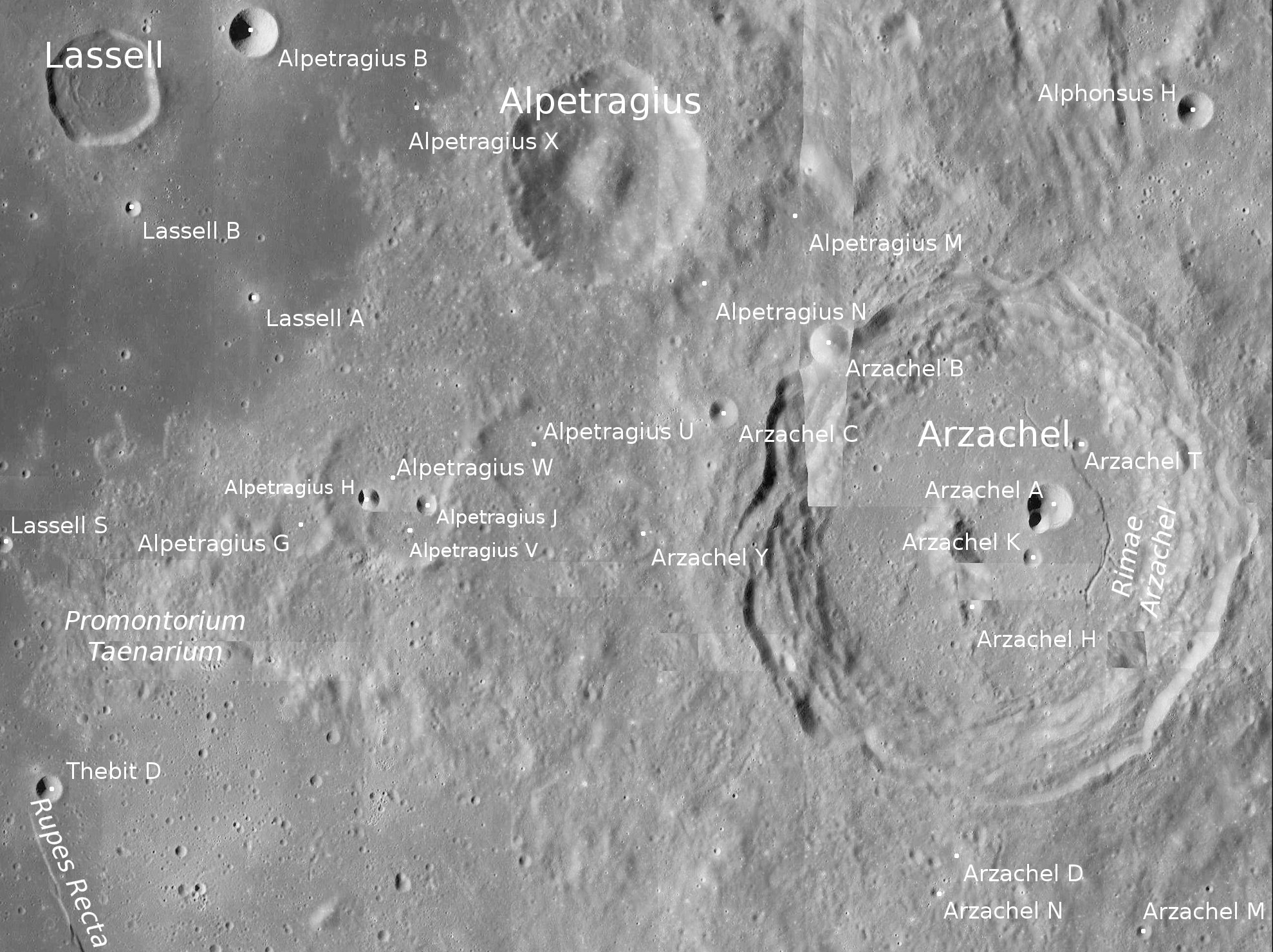
阿尔扎赫尔环形山周边地形图，月球勘测轨道飞行器拍摄。

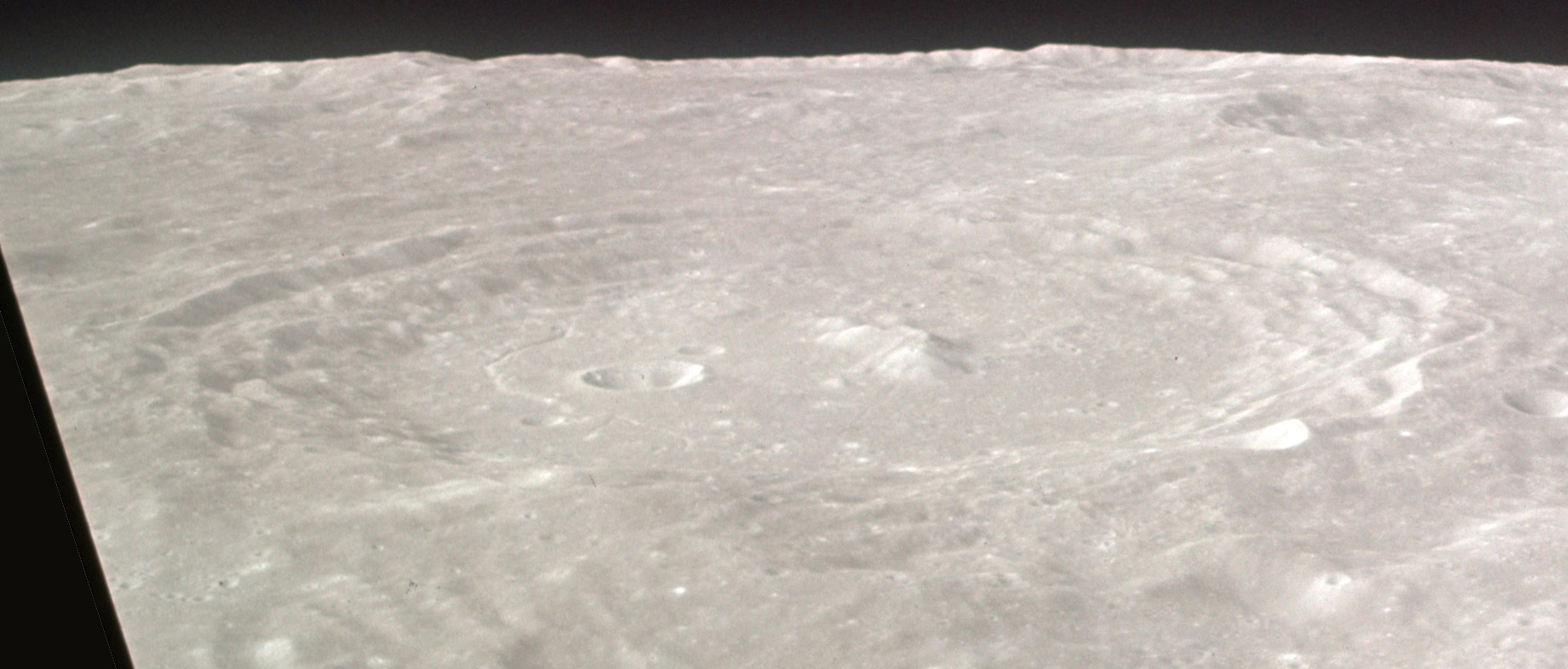
阿波罗12号拍摄的南向斜视图

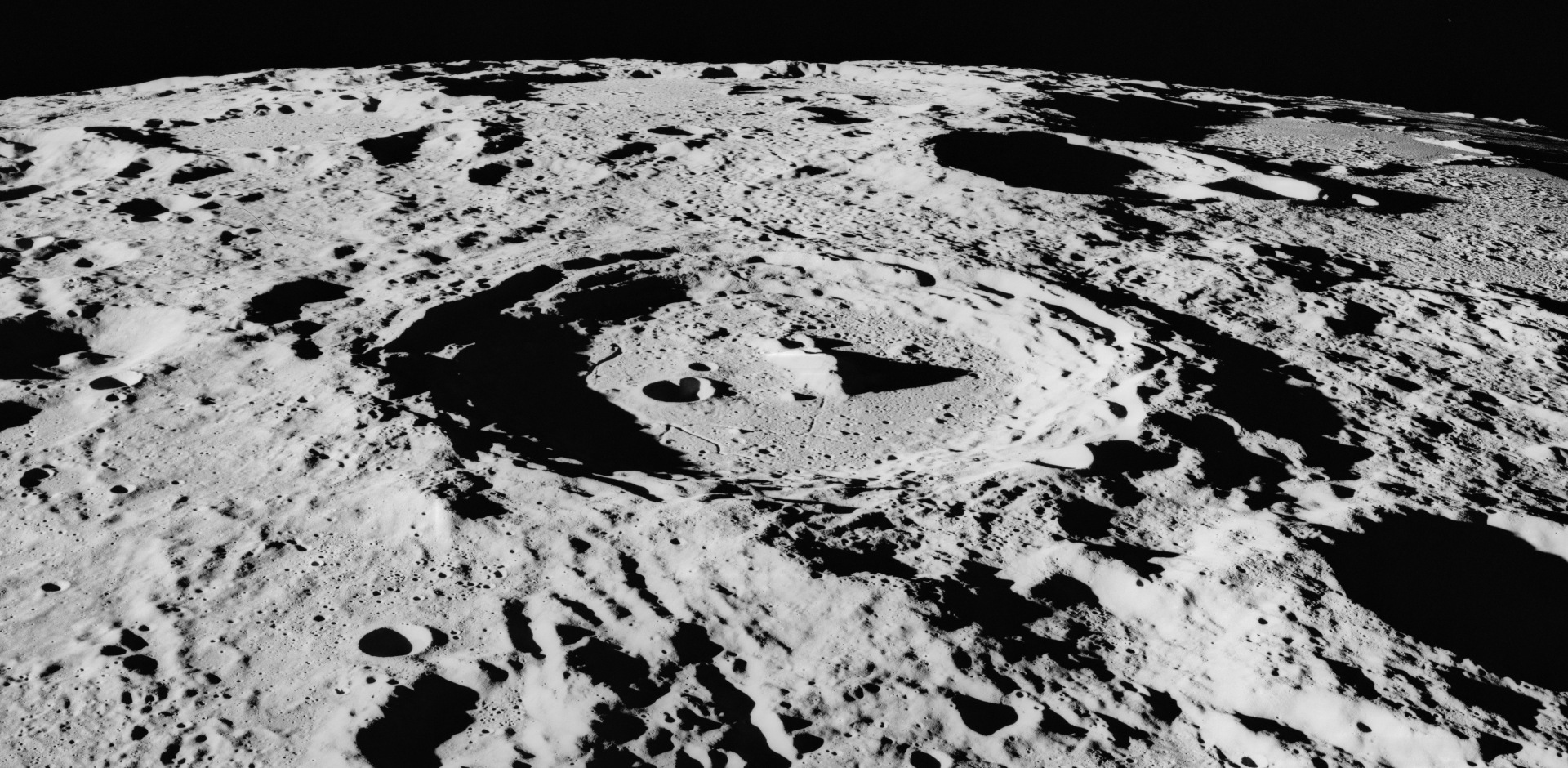
阿波罗16号拍摄的南向斜视图

阿尔扎赫尔环形山位于阿方索环形山的南面，并与更北面的托勒密环形山三者一起构成云海东边一列突出的链坑。西北面坐落着较小的阿尔佩特拉吉斯环形山、塞比特环形山则位于月海的西南边缘。
阿尔扎赫尔环形山的结构特别清楚，其边缘呈双多边形，坡壁宽厚且结构非常复杂，是天文爱好者们最喜欢用望远镜观看的对象。阿尔扎赫尔环形山的边缘显示出磨损的迹象，壁体较坑内地表高4120米，较周边地表高1460米。内侧壁有独特的台地和谷地，特别是西南部分尤为明显。它的北侧有一段粗糙的外壁并入伸向阿方索环形山南侧边缘的山脊。
阿尔扎赫尔环形山崎岖的中央峰突出，高出地表1.5公里，并在一定程度上抵消了西面从南到东北偏北的弧状弯曲，除西南象限区外，坑内地表较为平坦。一条长约50公里，被命名为"阿尔扎赫尔月溪"的沟槽从环形山北侧内壁一直蔓延到东南边缘；中央峰的东边坐落着一座醒目的卫星陨石坑"阿尔扎赫尔A"，附近还有二个更小的陨坑；南面是一座小山丘；北边伸展着几乎笔直的月溪。
中央峰主要由辉长岩、苏长岩、橄长岩、斜长岩等矿物构成，阿尔扎赫尔环形山的总体积(容积)大约为9000公里³ 。

## 名称
阿尔扎赫尔是阿拉伯天文学家和数学家"阿布·伊沙克·易卜拉欣·阿尔扎赫尔"(Abū Ishāq Ibrāhīm al-Zarqālī)的拉丁化名字。像许多月球正面的陨石坑一样，阿尔扎赫尔环形山也是由乔瓦尼·巴蒂斯塔·里乔利命名，他1651年的命名体系已成为标准化的命名。早期的月球制图者曾给予它不同的名字：米迦勒·弗洛伦特·范·朗伦在1645年的地图中以"法兰西摄政-安妮"称它为“Annae, Reg. Fran”；约翰·赫维留则以古时"克剌古西斯山"(Mount Craguses)名称之一称它为"克剌古斯山"(Mons Cragus)。

## 卫星陨石坑
按照惯例，最靠近阿尔扎赫尔环形山的卫星陨石坑在月表地图上以字母标注在卫星坑的中心点旁边。

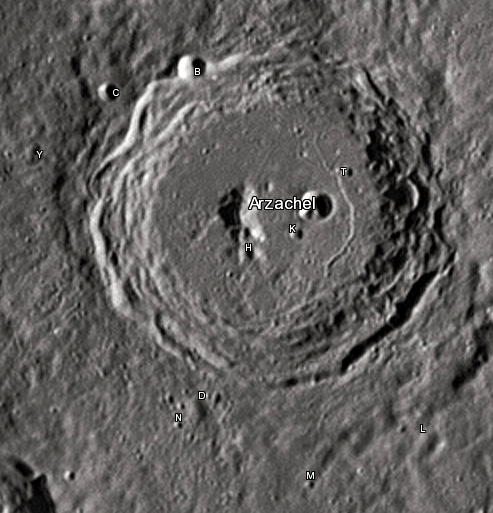
戴维·坎贝尔图片

| 阿尔扎赫尔 | 纬度    | 经度   | 直径    |
| ---------- | ------- | ------ | ------- |
| A          | 18.0° S | 1.5° W | 10 公里 |
| B          | 17.0° S | 2.9° W | 8 公里  |
| C          | 17.4° S | 3.7° W | 6 公里  |
| D          | 20.2° S | 2.1° W | 8 公里  |
| H          | 18.7° S | 2.0° W | 5 公里  |
| K          | 18.3° S | 1.6° W | 4 公里  |
| L          | 20.0° S | 0.1° E | 8 公里  |
| M          | 20.6° S | 0.9° W | 3 公里  |
| N          | 20.4° S | 2.2° W | 3 公里  |
| T          | 17.7° S | 1.3° W | 3 公里  |
| Y          | 18.2° S | 4.3° W | 4 公里  |

## 流行文化
在机动战士高达SEED DESTINY里的阿尔扎赫尔环形山被作为军事基地，是为阿尔扎赫尔月面基地（英语：Arzachel Lunar Base)。